# Jair Baylón
Jairzinho Julio Baylón Iglesias, mais conhecido como Jair Baylón (Lima, 26 de Fevereiro de 1989) é um futebolista peruano, que joga actualmente no Alianza Lima, do Campeonato Peruano de Futebol, por empréstimo do Sporting Clube de Braga.